# エリソミケス
エリソミケス Ellisomyces は、ケカビ目のカビの1つ。二叉分枝の胞子嚢柄に少数の胞子を含む小胞子嚢をつける。

## 特徴
タイプ種である E. anomalus に即して記す。現時点では本属はこの種のみを含んでいる。
まず大まかな特徴として Benny & Benjamin(1975) で属の特徴として示されたものをあげる。よく発達した菌糸体を形成し、胞子嚢柄は基質菌糸から出て立ち上がり、先端に向けて二叉、あるいは三又に分枝を繰り返す。最後の枝の先端には短い柄のある小胞子嚢を頂生、あるいは側生する。小胞子嚢には柱軸があり、複数の胞子を含む。またその壁は崩れない。胞子嚢胞子は球形から円柱形まで、表面は滑らか。接合胞子嚢は球形から亜球形でその壁は着色し、円錐形の突起に覆われる。支持柄はほぼ同型で対向する。
以下、より詳細に示す。

### 栄養体
腐生菌で通常の培地で培養が出来、菌糸体はよく発達する。合成ムコール培地上、26℃での培養ではコロニーは10日で直径8.5cmに達し、菌糸は密生し、当初は白いがすぐに明るい灰緑色から暗い灰緑色に変化し、時間が経つと明るい緑灰色になる。

### 無性生殖
無性生殖は小胞子嚢の胞子嚢胞子により、大きい胞子嚢は形成しない。胞子嚢柄は無色透明から明るい黄色で背丈は1mmほどまで、径は10-15μm前後あり、不規則に仮軸状に分枝し、時間が経つと隔壁を生じる。先端の分枝より下の部分では外壁は滑らかになっている。この柄は不規則に仮軸状分枝をしており、その先に短い枝が出て、その枝は4-5回にわたり二叉、あるいは三叉の分枝をする。これらの分枝は下から上に向かって次第に短いものとなっており、最下のものでは枝の長さは40-250μm、太さは3.5-8.5μm、最後のものでは長さ3.2-18μm、太さ3.2-4.5μmとなり、その先に、あるいは側面に1-7個の小胞子嚢をつける。小胞子嚢は短い柄があり、この柄は長さ2-4.5μm、径約1μmで、先細りの形になっており、表面は滑らか。小胞子嚢は球形から亜球形で径8-13μm、表面は滑らかで無色。柱軸は亜球形からドーム型で滑らか、径2-5μm。小胞子嚢は柱軸と柄の一部を含むか、あるいは含まない形で切り離される。小胞子嚢には12個かそれ以下の胞子嚢胞子が含まれる。胞子嚢胞子は亜球形から卵形、角張った卵形、やや円柱に近い形のものまであり、3.2-9μm×2.5-6.5μmで、まとまると無色から灰色を呈する。また内部は顆粒状で小さな油滴が含まれる。
また厚膜胞子をよく作り、それらは基質内の菌糸や露出した菌糸に形成される。膜は薄く、形は球形から卵形、円筒形などで、単独に、あるいは鎖状に連なって、菌糸の先端に頂生するか、介在的に形成される。その大きさは非常に変異が大きいが、大部分は4-20μm×4-30μm程度である。

### 有性生殖
有性生殖は接合胞子嚢の形成による。自家和合性であり、単独株でよく接合胞子嚢を形成する。接合胞子嚢は球形から亜球形で、径は表面の突起を含んで40-55μmほど。表面の壁は赤っぽい褐色で透明になっており、凹凸の多い突起に覆われており、この突起は高さ6μmにまで達する。支持柄は透明から淡い黄色になっており、長さ5-20μm、太さ11-17μm。

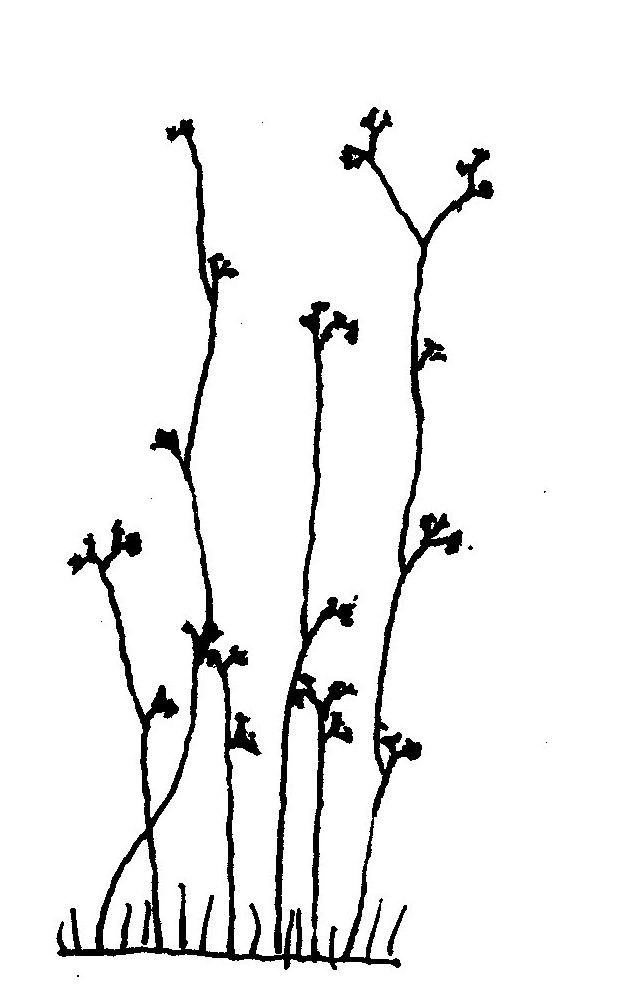
全体の形
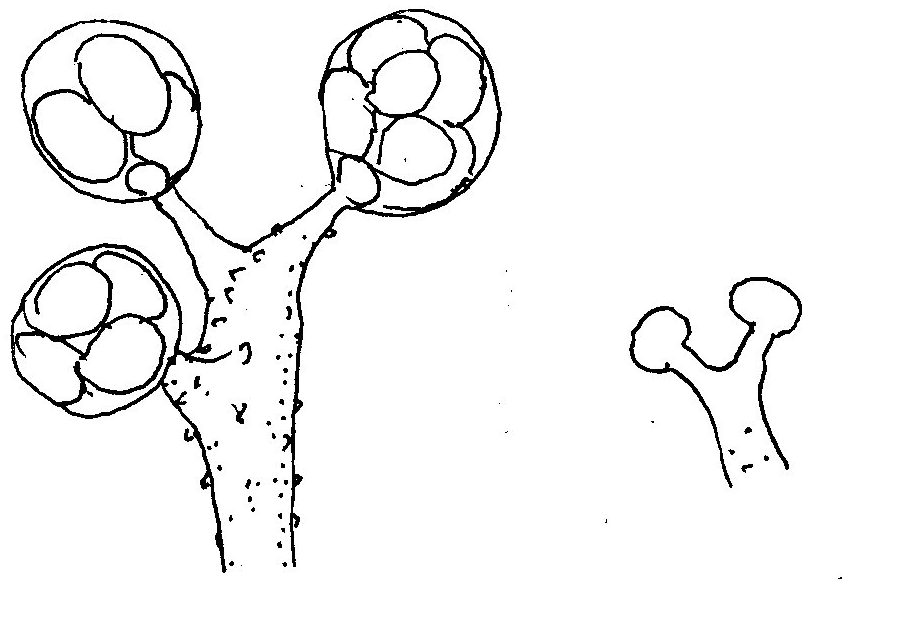
小胞子嚢柄の先端部・成熟したものとおさないもの
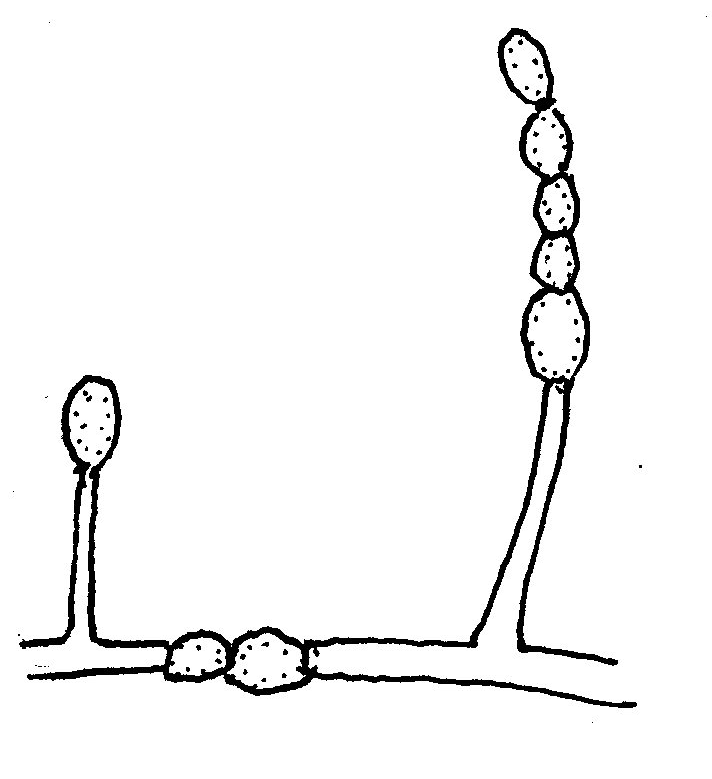
厚膜胞子の様子
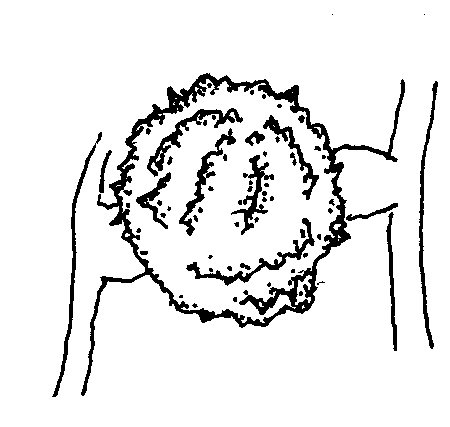
接合胞子嚢の様子

## 分布と生育環境
分布域は北アメリカの、それもカリフォルニア地方に限定されているが、この地域内では広く分布しているものであり、Benny & Benjamin(1975)は本種の研究に用いられた株を相当数示している。
糞や土壌、樹皮など様々な基質から分離されているが、主として糞、との声もある。糞としてはネズミの糞からの分離数が多いが、トカゲの糞から分離された例もある。なお、最新のものではその生育環境としてネズミとトカゲの糞、と限定的に記されている。

## 類似の群など
二叉分枝を繰り返す小胞子嚢柄の先端に少数の胞子を含む小胞子嚢をつける、という点でよく似たものにエダケカビ属 Thamnidium がある。本種は当初はこの属のものとして記載された。これを別属と見なし、本属を記載したBenny & Benjamin(1975)によると、以下の点での違いが重要だという。エダケカビでは胞子嚢柄はその主軸が分枝することなく、主軸の側面に出る二叉分枝する枝には小胞子嚢をつける一方、主軸の先端には大型の胞子嚢をつける。ただし大型の胞子嚢はつけない場合もあるが、本属のもののように主軸が仮軸状に分枝して、それぞれの先端に小胞子嚢の群をつける、というものとは多分に性質が違う。またエダケカビの主軸が剛直であるのに対して、本属のそれはより軟弱なものである。
小胞子嚢を二叉分枝する小胞子嚢枝につける、というものには、他にサムノスチルム属 Thamnostylum の1つ、T. repens があるが、この種では主軸先端に大きい胞子嚢をつけるほか、匍匐菌糸を伸ばすなど多くの違いがある。
他方、全然形態的に異なるものでありながら似て見えるものにトリモチカビ目のエダカビ Piptocephalis がある。エダカビは細長く普通は分枝しない主軸の先端が繰り返し二叉、あるいは三叉分枝し、その枝の先端に普通は小さな頂嚢の表面に細長い分節胞子嚢を多数並べ、その形は針山のようなものである。つまり、二叉分枝以外には共通点がないのだが、この属のものの一定数では多数の分節胞子嚢が1つの液滴に包まれてしまう(wet spore)。すると細かく分かれた枝先に丸い水滴がついているという姿になり、さらに分節胞子嚢が成熟してばらばらになるとまるで丸い胞子の塊が先端についているような姿になる。また主軸の形は糞上に多数のカビが伸びた姿では見分けにくく、二叉分枝の部分だけが目立つことになる。こうなると本属のものとこの属のものはひどく似た姿となる。
なお、E. anomalus に見られるように基質内菌糸、基質上菌糸の両方に多数の厚膜胞子を作ることもケカビ目では他に見られない特徴であるという。

## 分類の変遷
本属のタイプ種はHesseltineとAnderson によって1956年に記載されたが、この時にはエダケカビ属のものとの判断から Thamnidium anomalum とされた。しかしエダケカビ科全体の見直しの中でBenjaminらは上記のような判断からこの種を独立属として本属を記載した。なお、属名はこの分野で著名な菌類学者であるJohn J. Ellis に献名されたものである。これ以降、本属の種は新たに記載されていない。
他方、属の所属に関しては記載の時点では特に議論のないままにエダケカビ科とされた。これは分枝した枝先に少数胞子の小胞子嚢をつけ、接合胞子嚢がケカビ Mucor に類する形式のものであるものをエダケカビ科とする、との判断に基づく。これはこの時点までに行われてきた無性生殖と有性生殖の器官の特徴を用いた分類体系によるものであった。
しかしながら、分子系統による情報がこれらが真の系統関係を反映していないことを示し、大きな見直しが行われた。Hoffmann et al.(2013)によると本属のものは系統樹の一番奥、きわめて多彩な属種の入り交じったクレードに含まれ、これがケカビ科 Mucoraceae とされている。詳しく見ると、本属のものはケカビ属の種である M. circinelloides や M. ctenidius などと同じクレードに含まれている。
さらにこのケカビ属の M. circinelloides と、本属を含むそれに類縁とされる群について詳細に調べた結果によっても本属のものとこれらのケカビ属の種とがやはり近縁である、というよりこの群の系統樹の真ん中に入り込んでいる、との結果が得られている。もちろん本属の特徴は一般的なケカビ属の特徴、大型の胞子嚢のみを付ける、というのとは大いに食い違うのであるが、ここで興味深いのは M. ctenidius という種の存在である。この種は直立する胞子嚢柄の先端に大型の胞子嚢を付け、その軸の側面から短い細い枝を出して小胞子嚢をつける、というもので、そのために最初の記載ではエダケカビ属 Thamnidium ctenidiumとされ、後にバクセラ属 Backusella に移された(B. ctenidia)ことがある、というもので、つまり近縁な群に小胞子嚢をつけるものが存在していることになる。ただしこの種の系統樹の上での位置は、この群の一番基盤で分枝し、他の全種に対して姉妹群をなす、ということになっている。なお、この研究では上記のような結果を得た上で、本属を属として維持する、との判断を示している。